# Danh sách tiểu hành tinh: 11401–11500
| Tên                  | Tên đầu tiên | Ngày phát hiện       | Nơi phát hiện                      | Người phát hiện                                        |
| -------------------- | ------------ | -------------------- | ---------------------------------- | ------------------------------------------------------ |
| 11401 Pierralba      | 1999 AF25    | 15 tháng 1 năm 1999  | Caussols                           | ODAS                                                   |
| 11402 -              | 1999 BD      | 16 tháng 1 năm 1999  | Oizumi                             | T. Kobayashi                                           |
| 11403 -              | 1999 BW      | 16 tháng 1 năm 1999  | Gekko                              | T. Kagawa                                              |
| 11404 Wittig         | 1999 BX4     | 19 tháng 1 năm 1999  | Caussols                           | ODAS                                                   |
| 11405 -              | 1999 CV3     | 10 tháng 2 năm 1999  | Socorro                            | LINEAR                                                 |
| 11406 Ucciocontin    | 1999 CY14    | 15 tháng 2 năm 1999  | Đài thiên văn Zvjezdarnica Višnjan | K. Korlević                                            |
| 11407 -              | 1999 CV50    | 10 tháng 2 năm 1999  | Socorro                            | LINEAR                                                 |
| 11408 Zahradník      | 1999 EG3     | 13 tháng 3 năm 1999  | Ondřejov                           | L. Šarounová                                           |
| 11409 Horkheimer     | 1999 FD9     | 19 tháng 3 năm 1999  | Anderson Mesa                      | LONEOS                                                 |
| 11410 -              | 1999 FU34    | 19 tháng 3 năm 1999  | Socorro                            | LINEAR                                                 |
| 11411 -              | 1999 HK1     | 16 tháng 4 năm 1999  | Socorro                            | LINEAR                                                 |
| 11412 -              | 1999 JE19    | 10 tháng 5 năm 1999  | Socorro                            | LINEAR                                                 |
| 11413 Catanach       | 1999 JG21    | 10 tháng 5 năm 1999  | Socorro                            | LINEAR                                                 |
| 11414 Allanchu       | 1999 JU26    | 10 tháng 5 năm 1999  | Socorro                            | LINEAR                                                 |
| 11415 -              | 1999 JG81    | 14 tháng 5 năm 1999  | Socorro                            | LINEAR                                                 |
| 11416 -              | 1999 JK96    | 12 tháng 5 năm 1999  | Socorro                            | LINEAR                                                 |
| 11417 Chughtai       | 1999 JW117   | 13 tháng 5 năm 1999  | Socorro                            | LINEAR                                                 |
| 11418 -              | 1999 JN118   | 13 tháng 5 năm 1999  | Socorro                            | LINEAR                                                 |
| 11419 Donjohnson     | 1999 KS2     | 16 tháng 5 năm 1999  | Kitt Peak                          | Spacewatch                                             |
| 11420 -              | 1999 KR14    | 18 tháng 5 năm 1999  | Socorro                            | LINEAR                                                 |
| 11421 Cardano        | 1999 LW2     | 10 tháng 6 năm 1999  | Prescott                           | P. G. Comba                                            |
| 11422 Alilienthal    | 1999 LD7     | 10 tháng 6 năm 1999  | Kitt Peak                          | Spacewatch                                             |
| 11423 Cronin         | 1999 LT24    | 9 tháng 6 năm 1999   | Socorro                            | LINEAR                                                 |
| 11424 -              | 1999 LZ24    | 9 tháng 6 năm 1999   | Socorro                            | LINEAR                                                 |
| 11425 Wearydunlop    | 1999 MF      | 18 tháng 6 năm 1999  | Reedy Creek                        | J. Broughton                                           |
| 11426 Molster        | 2527 P-L     | 24 tháng 9 năm 1960  | Palomar                            | C. J. van Houten, I. van Houten-Groeneveld, T. Gehrels |
| 11427 Willemkolff    | 2611 P-L     | 24 tháng 9 năm 1960  | Palomar                            | C. J. van Houten, I. van Houten-Groeneveld, T. Gehrels |
| 11428 Alcinoös       | 4139 P-L     | 24 tháng 9 năm 1960  | Palomar                            | C. J. van Houten, I. van Houten-Groeneveld, T. Gehrels |
| 11429 Demodokus      | 4655 P-L     | 24 tháng 9 năm 1960  | Palomar                            | C. J. van Houten, I. van Houten-Groeneveld, T. Gehrels |
| 11430 Lodewijkberg   | 9560 P-L     | 17 tháng 10 năm 1960 | Palomar                            | C. J. van Houten, I. van Houten-Groeneveld, T. Gehrels |
| 11431 Karelbosscha   | 4843 T-1     | 13 tháng 5 năm 1971  | Palomar                            | C. J. van Houten, I. van Houten-Groeneveld, T. Gehrels |
| 11432 Kerkhoven      | 1052 T-2     | 29 tháng 9 năm 1973  | Palomar                            | C. J. van Houten, I. van Houten-Groeneveld, T. Gehrels |
| 11433 Gemmafrisius   | 3474 T-3     | 16 tháng 10 năm 1977 | Palomar                            | C. J. van Houten, I. van Houten-Groeneveld, T. Gehrels |
| 11434                | 1931 TC2     | 10 tháng 10 năm 1931 | Heidelberg                         | K. Reinmuth                                            |
| 11435                | 1931 UB      | 17 tháng 10 năm 1931 | Heidelberg                         | K. Reinmuth                                            |
| 11436                | 1969 QR      | 22 tháng 8 năm 1969  | Hamburg-Bergedorf                  | L. Kohoutek                                            |
| 11437 Cardalda       | 1971 SB      | 16 tháng 9 năm 1971  | El Leoncito                        | J. Gibson, C. U. Cesco                                 |
| 11438 Zeldovich      | 1973 QR1     | 29 tháng 8 năm 1973  | Nauchnij                           | T. M. Smirnova                                         |
| 11439 -              | 1974 XW      | 14 tháng 12 năm 1974 | Nanking                            | Purple Mountain Observatory                            |
| 11440 -              | 1975 SC2     | 30 tháng 9 năm 1975  | Palomar                            | S. J. Bus                                              |
| 11441 Anadiego       | 1975 YD      | 31 tháng 12 năm 1975 | El Leoncito                        | M. R. Cesco                                            |
| 11442 Seijin-Sanso   | 1976 UN14    | 22 tháng 10 năm 1976 | Kiso                               | H. Kosai, K. Hurukawa                                  |
| 11443 -              | 1977 CP      | 11 tháng 2 năm 1977  | Palomar                            | E. Bowell                                              |
| 11444 Peshekhonov    | 1978 QA2     | 31 tháng 8 năm 1978  | Nauchnij                           | N. S. Chernykh                                         |
| 11445 Fedotov        | 1978 SC7     | 16 tháng 9 năm 1978  | Nauchnij                           | L. V. Zhuravleva                                       |
| 11446 Betankur       | 1978 TO8     | 9 tháng 10 năm 1978  | Nauchnij                           | L. V. Zhuravleva                                       |
| 11447 -              | 1978 UL4     | 27 tháng 10 năm 1978 | Palomar                            | C. M. Olmstead                                         |
| 11448 -              | 1979 MB6     | 25 tháng 6 năm 1979  | Siding Spring                      | E. F. Helin, S. J. Bus                                 |
| 11449 Stephwerner    | 1979 QP      | 22 tháng 8 năm 1979  | La Silla                           | C.-I. Lagerkvist                                       |
| 11450 Shearer        | 1979 QJ1     | 22 tháng 8 năm 1979  | La Silla                           | C.-I. Lagerkvist                                       |
| 11451 Aarongolden    | 1979 QR1     | 22 tháng 8 năm 1979  | La Silla                           | C.-I. Lagerkvist                                       |
| 11452 -              | 1980 KE      | 22 tháng 5 năm 1980  | La Silla                           | H. Debehogne                                           |
| 11453 -              | 1981 DS1     | 28 tháng 2 năm 1981  | Siding Spring                      | S. J. Bus                                              |
| 11454 -              | 1981 DT2     | 28 tháng 2 năm 1981  | Siding Spring                      | S. J. Bus                                              |
| 11455 -              | 1981 EN4     | 2 tháng 3 năm 1981   | Siding Spring                      | S. J. Bus                                              |
| 11456 -              | 1981 EK9     | 1 tháng 3 năm 1981   | Siding Spring                      | S. J. Bus                                              |
| 11457 -              | 1981 EF12    | 1 tháng 3 năm 1981   | Siding Spring                      | S. J. Bus                                              |
| 11458 -              | 1981 EV12    | 1 tháng 3 năm 1981   | Siding Spring                      | S. J. Bus                                              |
| 11459 -              | 1981 ET13    | 1 tháng 3 năm 1981   | Siding Spring                      | S. J. Bus                                              |
| 11460 -              | 1981 EZ15    | 1 tháng 3 năm 1981   | Siding Spring                      | S. J. Bus                                              |
| 11461 -              | 1981 EM18    | 2 tháng 3 năm 1981   | Siding Spring                      | S. J. Bus                                              |
| 11462 -              | 1981 ES23    | 3 tháng 3 năm 1981   | Siding Spring                      | S. J. Bus                                              |
| 11463 -              | 1981 EN24    | 2 tháng 3 năm 1981   | Siding Spring                      | S. J. Bus                                              |
| 11464 -              | 1981 EL28    | 6 tháng 3 năm 1981   | Siding Spring                      | S. J. Bus                                              |
| 11465 -              | 1981 EP30    | 2 tháng 3 năm 1981   | Siding Spring                      | S. J. Bus                                              |
| 11466 -              | 1981 EL33    | 1 tháng 3 năm 1981   | Siding Spring                      | S. J. Bus                                              |
| 11467 -              | 1981 EA36    | 3 tháng 3 năm 1981   | Siding Spring                      | S. J. Bus                                              |
| 11468 -              | 1981 EU42    | 2 tháng 3 năm 1981   | Siding Spring                      | S. J. Bus                                              |
| 11469 -              | 1981 EZ42    | 2 tháng 3 năm 1981   | Siding Spring                      | S. J. Bus                                              |
| 11470 -              | 1981 EE47    | 2 tháng 3 năm 1981   | Siding Spring                      | S. J. Bus                                              |
| 11471 -              | 1981 EH48    | 6 tháng 3 năm 1981   | Siding Spring                      | S. J. Bus                                              |
| 11472 -              | 1981 SE9     | 24 tháng 9 năm 1981  | Bickley                            | Perth Observatory                                      |
| 11473 Barbaresco     | 1982 SC      | 22 tháng 9 năm 1982  | Anderson Mesa                      | E. Bowell                                              |
| 11474 -              | 1982 SM2     | 18 tháng 9 năm 1982  | La Silla                           | H. Debehogne                                           |
| 11475 -              | 1982 VL      | 11 tháng 11 năm 1982 | Kleť                               | Z. Vávrová                                             |
| 11476 -              | 1984 HH1     | 23 tháng 4 năm 1984  | La Silla                           | W. Ferreri, V. Zappalà                                 |
| 11477 -              | 1984 SY1     | 29 tháng 9 năm 1984  | Kleť                               | A. Mrkos                                               |
| 11478 -              | 1985 CD      | 14 tháng 2 năm 1985  | Toyota                             | K. Suzuki, T. Urata                                    |
| 11479 -              | 1986 EP5     | 6 tháng 3 năm 1986   | La Silla                           | G. DeSanctis                                           |
| 11480 Velikij Ustyug | 1986 RW5     | 7 tháng 9 năm 1986   | Nauchnij                           | L. I. Chernykh                                         |
| 11481 Znannya        | 1987 WO1     | 22 tháng 11 năm 1987 | Anderson Mesa                      | E. Bowell                                              |
| 11482 -              | 1988 BW      | 25 tháng 1 năm 1988  | Kushiro                            | S. Ueda, H. Kaneda                                     |
| 11483 -              | 1988 BC4     | 19 tháng 1 năm 1988  | La Silla                           | H. Debehogne                                           |
| 11484 Daudet         | 1988 DF2     | 17 tháng 2 năm 1988  | La Silla                           | E. W. Elst                                             |
| 11485 Zinzendorf     | 1988 RW3     | 8 tháng 9 năm 1988   | Tautenburg Observatory             | F. Börngen                                             |
| 11486 -              | 1988 RE6     | 5 tháng 9 năm 1988   | La Silla                           | H. Debehogne                                           |
| 11487 -              | 1988 RG10    | 14 tháng 9 năm 1988  | Cerro Tololo                       | S. J. Bus                                              |
| 11488 -              | 1988 RM11    | 14 tháng 9 năm 1988  | Cerro Tololo                       | S. J. Bus                                              |
| 11489 -              | 1988 SN      | 22 tháng 9 năm 1988  | Kushiro                            | S. Ueda, H. Kaneda                                     |
| 11490 -              | 1988 TE      | 3 tháng 10 năm 1988  | Kushiro                            | S. Ueda, H. Kaneda                                     |
| 11491 -              | 1988 VT2     | 8 tháng 11 năm 1988  | Kushiro                            | S. Ueda, H. Kaneda                                     |
| 11492 Shimose        | 1988 VR3     | 13 tháng 11 năm 1988 | Kitami                             | K. Endate, K. Watanabe                                 |
| 11493 -              | 1988 VN5     | 4 tháng 11 năm 1988  | Kleť                               | A. Mrkos                                               |
| 11494 Hibiki         | 1988 VM9     | 2 tháng 11 năm 1988  | Kitami                             | M. Yanai, K. Watanabe                                  |
| 11495 Fukunaga       | 1988 XR      | 3 tháng 12 năm 1988  | Kitami                             | K. Endate, K. Watanabe                                 |
| 11496 Grass          | 1989 AG7     | 10 tháng 1 năm 1989  | Tautenburg Observatory             | F. Börngen                                             |
| 11497 -              | 1989 CG1     | 6 tháng 2 năm 1989   | Palomar                            | E. F. Helin                                            |
| 11498 Julgeerts      | 1989 GS4     | 3 tháng 4 năm 1989   | La Silla                           | E. W. Elst                                             |
| 11499 Duras          | 1989 RL      | 2 tháng 9 năm 1989   | Haute Provence                     | E. W. Elst                                             |
| 11500 Tomaiyowit     | 1989 UR      | 28 tháng 10 năm 1989 | Palomar                            | J. Mueller, J. D. Mendenhall                           |